# Ludwig Vörg

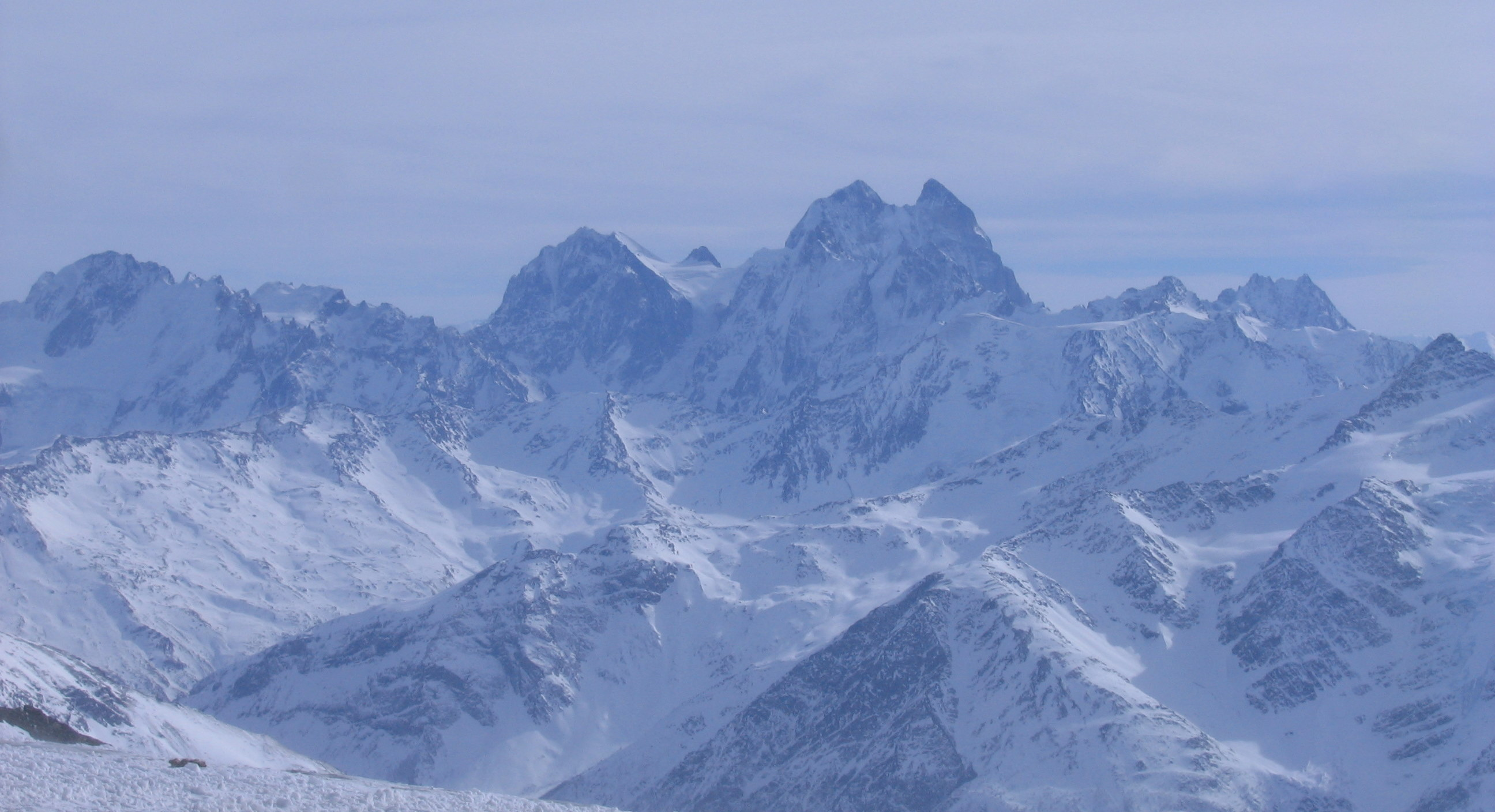
Blick auf den Ushba mit seinem Doppelgipfeln (1888 und 1903 erstbestiegen), dessen Westwand Vörg bezwang

Ludwig „Wiggerl“ Vörg (* 19. Oktober 1911 in München; † 22. Juni 1941 bei Siolo, Sowjetunion) war ein deutscher Alpinist.

## Leben
Er durchstieg zusammen mit Ludwig Schmaderer und Adolf Göttner im Sommer 1935 die 2000 Meter hohe Westwand des Uschba im Kaukasus als Erster und nahm an der Erstdurchsteigung der  Eiger-Nordwand vom 21. bis 24. Juli 1938 zusammen mit Anderl Heckmair, Heinrich Harrer und Fritz Kasparek teil. Schon im Jahr zuvor hatte er sich gemeinsam mit Matthias Rebitsch an der Wand versucht. Beide kamen bis knapp unter den Gipfel, bevor ihnen nach einem Wettersturz und 100 Stunden unter denkbar schlechten Bedingungen der erste erfolgreiche Rückzug aus der Wand gelang.
Als Gefreiter der deutschen Wehrmacht fiel Vörg am 22. Juni 1941, dem ersten Tag des Überfalls auf die Sowjetunion, bei Siolo. Sein Name findet sich im Gedenkbuch des deutschen Soldatenfriedhofs in Przemyśl.

## Alpinistische Leistungen (Auszug)
- Kaukasus: 1935 zusammen mit Adolf Göttner und Ludwig Schmaderer gelingen mehrere Erst- und Zweitbesteigungen, Besteigung von Elbrus (Ostgipfel 5593 m) und Kasbek (5043 m).
- Großes Wiesbachhorn (3570 m): 1936 Nordwestwand-Begehung mit Ludwig Schmaderer.
- Großer Waxenstein: 1936 direkte Nordwand-Erstbegehung mit Ludwig Schmaderer, Herbert Paidar und Sepp Thürstein.
- Uschba (Kaukasus): 1936 direkte Nordwand-Erstbegehung. Während dieser Reise wurden insgesamt „21 Gipfel[,] davon acht Erstbesteigungen und fünf neue Wanddurchstiege[,] durch Ludwig Schmaderer, Ludwig Vörg, Herbert Paidar und Sepp Thürstein“ absolviert.[2]
- Eiger: 1937 Versuch der Erstbegehung mit Hias Rebitsch.
- Eiger: 1938 Erstbegehung der Nordwand mit H. Harrer, A. Heckmair und F. Kasparek.